# Philodromus cubanus
Philodromus cubanus är en spindelart som beskrevs av Charles Denton Dondale och James H. Redner 1968. Philodromus cubanus ingår i släktet Philodromus och familjen snabblöparspindlar.
Artens utbredningsområde är Kuba. Inga underarter finns listade i Catalogue of Life.